# A Question of Lust (singel Depeche Mode)
A Question of Lust – singel grupy Depeche Mode promujący album Black Celebration. Nagrań live dokonano podczas występu w Bazylei (Szwajcaria) – 30 listopada 1984. Zobacz też: People Are People / A Question of Lust

## Wydany w krajach
- Australia (7")
- Belgia (7", CD)
- Brazylia (CD)
- Kanada (7")
- Filipiny (7")
- Francja (7", CD)
- Hiszpania (12")
- Holandia (7", 12")
- Japonia (7")
- Niemcy (7", 12", CD)
- Unia Europejska (CD)
- USA (7", 12", CD)
- Wielka Brytania (7", 12", MC, CD)
- Włochy (7", 12")

## Informacje
- Nagrano w Westside Studios, Londyn (Wielka Brytania) oraz Hansa Studios, Berlin Zachodni
- Produkcja Depeche Mode, Gareth Jones i Daniel Miller
- Teksty i muzyka Martin L. Gore i Alan Wilder

## Zespół
- Martin Gore - wokale główne i chórki, syntezatory, sampler
- Alan Wilder - syntezatory, sampler, chórki, instrumenty perkusyjne
- Andrew Fletcher - syntezatory, sampler

## WydaniaMute
- 7 Bong 11 wydany 14 kwietnia 1986
  1. A Question of Lust – 4:20
  2. Christmas Island – 4:50

- C Bong 11 wydany 14 kwietnia 1986
  1. A Question of Lust (Flood Mix)
  2. Christmas Island
  3. If You Want (live)
  4. Shame (live)
  5. Blasphemous Rumours (live)

- 12 Bong 11 wydany 14 kwietnia 1986
  1. A Question of Lust – 4:27
  2. Christmas Island (Extended) – 5:37
  3. People Are People (live) – 4:21
  4. It Doesn't Matter Two (Instrumental) – 2:49
  5. A Question of Lust (Minimal) – 6:46

- CD Bong 11 wydany 1991
  1. A Question of Lust – 4:29
  2. Christmas Island – 4:51
  3. Christmas Island (Extended) – 5:39
  4. People Are People (live) – 4:21
  5. It Doesn't Matter Two (Instrumental) – 2:48
  6. A Question of Lust (Minimal) – 6:47